# Peter Kubovsky
Peter Kubovsky (* 4. Dezember 1930 in Lundenburg, Südmähren; † 20. Januar 2014 in Linz, Oberösterreich) war ein österreichischer Zeichner und Maler.

## Leben
Peter Kubovsky gelangte 1945 als Kriegsflüchtling nach Zell am Moos in Oberösterreich, wo er zunächst in einem Sägewerk beschäftigt war. Bereits mit 17 Jahren begann er sein Studium an der Kunstschule der Stadt Linz bei Alfons Ortner. Nach dem Abschluss 1953 war er freischaffender Künstler in Linz. Seine Frau war die österreichische Malerin und Kunstpädagogin Margit Palme. Ihre gemeinsame Tochter kam 1958 zur Welt.
1963 erhielt er eine Berufung als Lehrbeauftragter an die Hochschule für künstlerische und industrielle Gestaltung in Linz in der Meisterklasse für Malerei und Grafik, wo er ab 1973 als Hochschulassistent und ab 1981 als Oberassistent mit dem Berufstitel Professor wirkte. Ab 1995 war er Außerordentlicher Professor. und prägte zahlreiche nachfolgende Künstlerpersönlichkeiten in Oberösterreich wie beispielsweise Robert Oltay und Martin Staufner. 1996 wurde Peter Kubovsky emeritiert.
Kubovsky übte eine prägende Rolle in der Künstlervereinigung MAERZ aus. Zu den großen Themen seiner Werke zählten die Natur, Städte-, Landschafts- und Architekturdarstellungen und Studien des menschlichen Körpers.

## Ausstellungen

### Einzelausstellungen (Auszug)
- 1977: Neue Galerie-Wolfgang Gurlitt-Museum der Stadt Linz (heute Lentos) Peter Kubovsky, Zeichnungen aus dem Gesamtwerk 1947–1977
- 2005: Kunstuniversität Linz: Von der Kunstschule zur Kunstuniversität Linz
- 2013/2014: Peter Kubovsky – Zeichnung und Malerei – Arbeiten aus sieben Jahrzehnten, Foyer des Büros von Landeshauptmann Pühringer

### Gruppenausstellungen (Auszug)

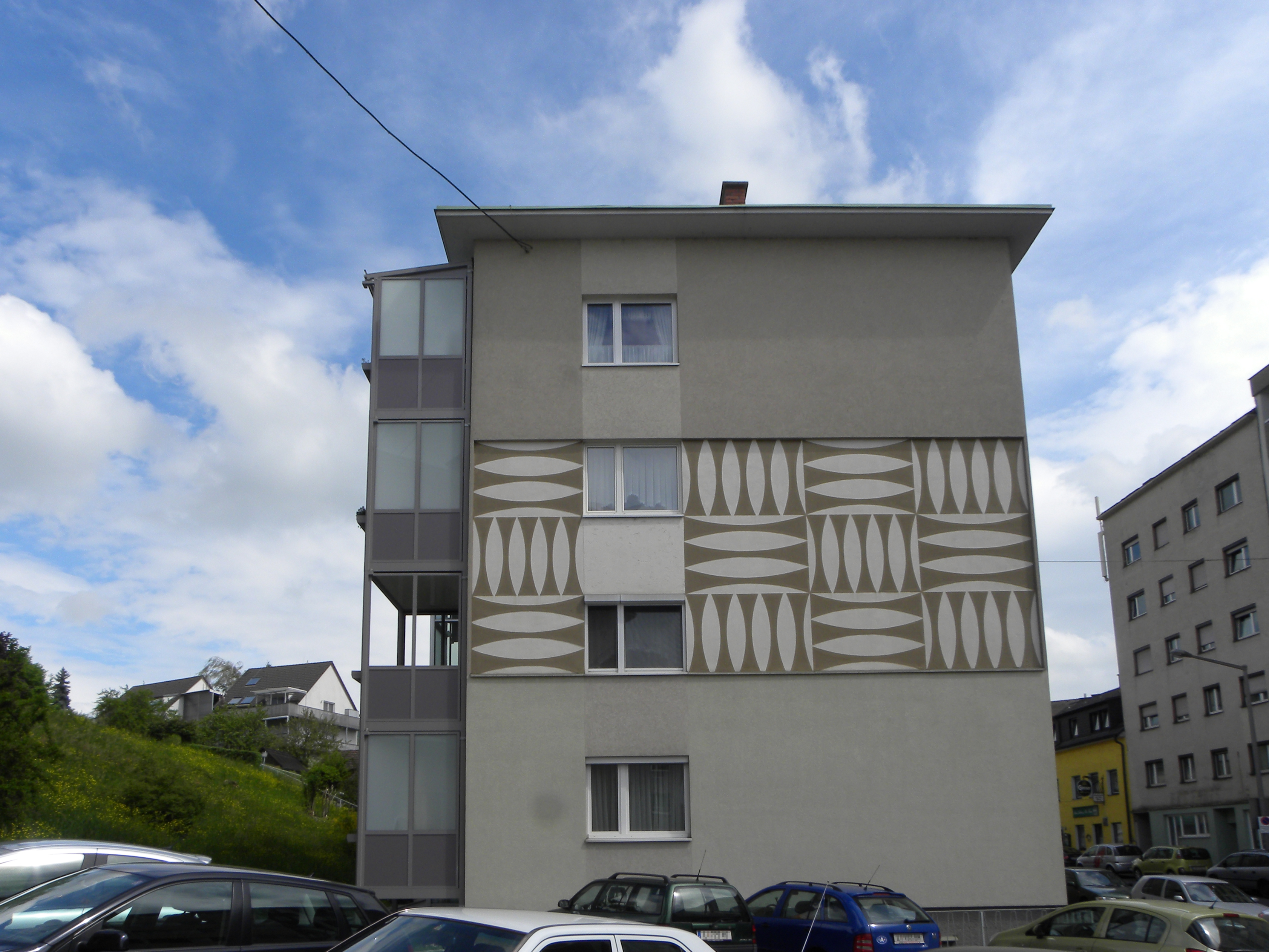
Kunst am Bau: Sgraffito Leonfeldner Straße

- 1956: Stedelijk Museum Amsterdam Österreichische Kunst der Gegenwart
- 1970: Künstlerhaus Wien, MOTIVE / Stadt und Ortsbilder österr. Künstler seit 1910
- 2000: Weltausstellung Hannover, Oberösterreich-Pavillon

### Kunstwerke im öffentlichen Raum
- „Drei Schnitter“, Sgraffito in der Regerstraße 1 in Linz, 1958[4]
- „Vogelflug“, Sgraffito in der Ontlstraße 1/3 in Linz, 1959[5]
- „Baum der Erkenntnis“, Glasmosaik in der Hölderlinstraße 9 in Linz, 1961[6]
- „Sgraffito Leonfeldner Straße“, am Haus Leonfeldner Straße 153 in Linz, 1964[7]

## Auszeichnungen
- Preisträger der Österreichischen Graphikwettbewerbe in Innsbruck (1958, 1961 und 1971)
- Kunstförderpreis der Stadt Linz (1962)
- Kunstförderpreis des Landes Oberösterreich (1969)
- Preis der Theodor-Körner-Stiftung (1964 und 1968)
- 2. Preis für Graphik der Stadt Wien (Wettbewerb) (1972)
- Kulturpreis des Landes Oberösterreich für Bildende Kunst (1983)
- Heinrich-Gleißner-Preis (1995)